# Печера (плем'я)
Пече́ра, печо́ра (д.-рус. печера, рос. печёра) — фіно-угорське, або самодійське плем'я, що заселяло район річки Печори.
У «Повісті временних літ» говориться, що печера платила данину Русі. Плем'я згадано в списку між ям'ю і перм'ю.

## Походження

### Ненецька версія
В історичних джерелах спочатку з'являються згадки про річку з такою назвою (1096 рік), і тільки пізніше — про плем'я, яке живе на берегах цієї річки та є сусідом народам Югри. Найбільш опрацьованими є версії про самодійське походження цього народу, найближчими родичами вважаються ненці.

### Загальнофінська версія
У раннє середньовіччя V—X ст. н. е., в субарктичних широтах північного сходу Європи жили племена мисливців на морських звірів і північних оленів, етнічна приналежність яких не встановлена. Письмові джерела вказують на те, що ще недавно, в кінці XVIII ст. на всій території проживання ненців знаходилися полишені, схожі на печери, житла невідомого народу. Поширена гіпотеза, що цей народ прийшов з нижньої Обі. Інша гіпотеза вважає цей народ вихідцем з берегів Білого моря, з земель, заселених протосаамськими і чудськими племенами. Можливо, що вони, в другій половині I тисячоліття нашої ери обжили тундри північного сходу Європи і дісталися до Ямалу. Розмовляли ці люди, ймовірно, давньосаамською мовою. У руських літописах XI—XIV ст. цей народ називається «печера», а в ненецьких легендах — «сиртя», або «сигиртя».
У процесі археологічних розкопок, виконаних в 1980-1990-х роках, були знайдені пам'ятки матеріальної культури сиртя, залишки укріплених поселень (племінних центрів): городище в гирлі річки Гнилки, поруч з Пустозерськом, і Ортинське городище в гирлі річки Печори. Поселення датуються VI—X ст. н. е. У городищах збереглися руїни дерево-земляних оборонних споруд, рублених жител і господарських споруд, прикрас і предметів побуту. У ненців же городищ немає. На річці Гнилка знайдено жертовне місце (періоду VI—XIII ст. або початоку XIV ст.). Склад знахідок на річці Гнилці з тимчасового зрізу аналогічний святилищу на острові Вайгач. Деякі святилища на острові Вайгач зберігалися і після XIII століття, несучи сліди нової, ненецької культури. В даний час немає точних відповідей, як довго ці племена заселяли субарктичні території і що сталося з ними..